# جورج تاون (أستراليا)
جورج تاون هي بلدة، في أستراليا، تقع في كوينزلاند، بلغ عدد سكانها 348  نسمة وذلك حسب إحصائيات سنة 2016، رمزها البريدي هو 4871.

## المناخ
يظهر الجدول التالي التغييرات المناخية على مدار السنة لجورج تاون:
| البيانات المناخية لـجورج تاون     | البيانات المناخية لـجورج تاون | البيانات المناخية لـجورج تاون | البيانات المناخية لـجورج تاون | البيانات المناخية لـجورج تاون | البيانات المناخية لـجورج تاون | البيانات المناخية لـجورج تاون | البيانات المناخية لـجورج تاون | البيانات المناخية لـجورج تاون | البيانات المناخية لـجورج تاون | البيانات المناخية لـجورج تاون | البيانات المناخية لـجورج تاون | البيانات المناخية لـجورج تاون | البيانات المناخية لـجورج تاون |
| الشهر                             | يناير                         | فبراير                        | مارس                          | أبريل                         | مايو                          | يونيو                         | يوليو                         | أغسطس                         | سبتمبر                        | أكتوبر                        | نوفمبر                        | ديسمبر                        | المعدل السنوي                 |
| --------------------------------- | ----------------------------- | ----------------------------- | ----------------------------- | ----------------------------- | ----------------------------- | ----------------------------- | ----------------------------- | ----------------------------- | ----------------------------- | ----------------------------- | ----------------------------- | ----------------------------- | ----------------------------- |
| الدرجة القصوى °م (°ف)             | 43.5 (110.3)                  | 41.0 (105.8)                  | 39.2 (102.6)                  | 38.3 (100.9)                  | 36.8 (98.2)                   | 34.8 (94.6)                   | 35.4 (95.7)                   | 37.0 (98.6)                   | 39.5 (103.1)                  | 42.6 (108.7)                  | 43.3 (109.9)                  | 43.5 (110.3)                  | 43.5 (110.3)                  |
| متوسط درجة الحرارة الكبرى °م (°ف) | 34.4 (93.9)                   | 33.5 (92.3)                   | 33.4 (92.1)                   | 32.5 (90.5)                   | 30.4 (86.7)                   | 28.2 (82.8)                   | 28.2 (82.8)                   | 30.0 (86.0)                   | 33.0 (91.4)                   | 35.8 (96.4)                   | 36.6 (97.9)                   | 36.1 (97.0)                   | 32.7 (90.9)                   |
| متوسط درجة الحرارة الصغرى °م (°ف) | 22.9 (73.2)                   | 22.7 (72.9)                   | 21.5 (70.7)                   | 19.4 (66.9)                   | 16.1 (61.0)                   | 13.1 (55.6)                   | 12.0 (53.6)                   | 13.1 (55.6)                   | 16.2 (61.2)                   | 19.7 (67.5)                   | 21.7 (71.1)                   | 22.8 (73.0)                   | 18.4 (65.1)                   |
| أدنى درجة حرارة °م (°ف)           | 10.6 (51.1)                   | 15.1 (59.2)                   | 11.1 (52.0)                   | 5.0 (41.0)                    | 2.2 (36.0)                    | −0.6 (30.9)                   | −3.0 (26.6)                   | −1.1 (30.0)                   | 2.2 (36.0)                    | 6.7 (44.1)                    | 8.9 (48.0)                    | 11.1 (52.0)                   | −3.0 (26.6)                   |
| الهطول مم (إنش)                   | 224.9 (8.85)                  | 212.9 (8.38)                  | 123.1 (4.85)                  | 28.8 (1.13)                   | 9.3 (0.37)                    | 10.4 (0.41)                   | 6.7 (0.26)                    | 4.3 (0.17)                    | 6.4 (0.25)                    | 16.7 (0.66)                   | 50.7 (2.00)                   | 127.8 (5.03)                  | 822 (32.36)                   |
| متوسط أيام هطول الأمطار           | 13.7                          | 12.9                          | 8.3                           | 2.7                           | 1.2                           | 1.2                           | 0.8                           | 0.4                           | 0.7                           | 2.0                           | 5.3                           | 9.5                           | 58.7                          |
| المصدر: Bureau of Meteorology     |                               |                               |                               |                               |                               |                               |                               |                               |                               |                               |                               |                               |                               |